# Ramstein
Ramstein ist der größere von zwei Stadtteilen der Stadt Ramstein-Miesenbach im Landkreis Kaiserslautern in Rheinland-Pfalz. Der Ort erlangte durch die auf seiner Gemarkung angesiedelte Ramstein Air Base, den Bombenanschlag auf sie 1981 sowie durch das Flugtagunglück, das sich dort im Jahr 1988 ereignete, überregionale Bekanntheit.

## Geographie
Ramstein liegt im Landstuhler Bruch. Zur Gemarkung Ramstein gehören die Wohnplätze Am Elteweg, Am Köhlwäldchen, Am Wackenberg, An der Schwarzbach, Autobahnmeisterei Ramstein im Wart, Breuntaler Hof, Jagdhaus, Forsthaus Kindsbach, Königreich, Langgewannerhof, Forsthaus Mackenbach, Molkerei, Moordammühle und Ziegelhütte.
Moordammühle gehörte früher zu Landstuhl. Im Verzeichnis der Gemeinden und Gemeindeteile des Statistischen Landesamtes Rheinland-Pfalz aus dem Jahr 2010 waren zusätzlich noch die Wohnplätze Kiefernhof, Pottelbruch und Schanz genannt.

## Geschichte

### Mittelalter und frühe Neuzeit
Die älteste erhaltene Erwähnung von Ramstein findet sich in einer Urkunde Kaiser Friedrichs II. von 1215. Darin übertrug er das Patronat über die Gemeindekirche von Ramstein sowie die Tochtergemeinden Weilerbach und Spesbach an Reinhard von Lautern. 1253 gelangte das Patronat an die Deutschordenskomturei Einsiedeln. Die älteste erhaltene Nennung von Miesenbach  folgte 1255.
Ein Johannes von Ramstein ist 1366 als Ministeriale des Grafen von Veldenz belegt. Später im 14. Jahrhundert wurde Ramstein in die Kurpfalz integriert. Das Kloster Otterberg war im Ort begütert.

### Neuzeit
Im Dreißigjährigen Krieg wurde der Ort verlassen und erst 1684 neu besiedelt. Der kurpfälzische Gerichtsbezirk Ramstein bestand bis zum Einmarsch der Franzosen 1793. Von 1798 bis 1814 gehörte Ramstein zum Kanton Landstuhl.
Von 1798 bis 1814, als die Pfalz Teil der Französischen Republik (bis 1804) und anschließend Teil des Napoleonischen Kaiserreichs war, war Ramstein in den Kanton Landstuhl eingegliedert. Anschließend wechselte der Ort nach dem Wiener Kongress in das Königreich Bayern.
Von 1818 bis 1862 gehörte er dem Landkommissariat Homburg an. Aus diesem ging das Bezirksamt Homburg  hervor. Da ein Teil des Bezirksamts – einschließlich Homburg selbst – 1920 dem neu geschaffenen Saargebiet zugeschlagen wurde, wechselte Ramstein ins Bezirksamt Kaiserslautern und wurde bis 1938 von einer in Landstuhl ansässigen Bezirksamtsaußenstelle verwaltet.
Im späten 19. Jahrhundert siedelte Textilindustrie im Ort, und das Bauerndorf transformierte sich allmählich in eine Arbeitergemeinde. Um 1900 betrug die Bevölkerung um die 2000 Personen. 1928 hatte Ramstein 2910 Einwohner, die in 462 Wohngebäuden lebten. Der Ort war seinerzeit Sitz einer katholischen Pfarrei, während die Protestanten zu derjenigen von Steinwenden gehörten.
Ab 1938 war der Ort Bestandteil des Landkreises Kaiserslautern. Während der schweren Abwehrkämpfe in der Pfalz hatte das AOK 1 seinen Armee-Gefechtsstand in der Zeit vom 10. Februar bis 18. März 1945 in Ramstein. Nach dem Zweiten Weltkrieg wurde Ramstein innerhalb der französischen Besatzungszone Teil des damals neu gebildeten Landes Rheinland-Pfalz.

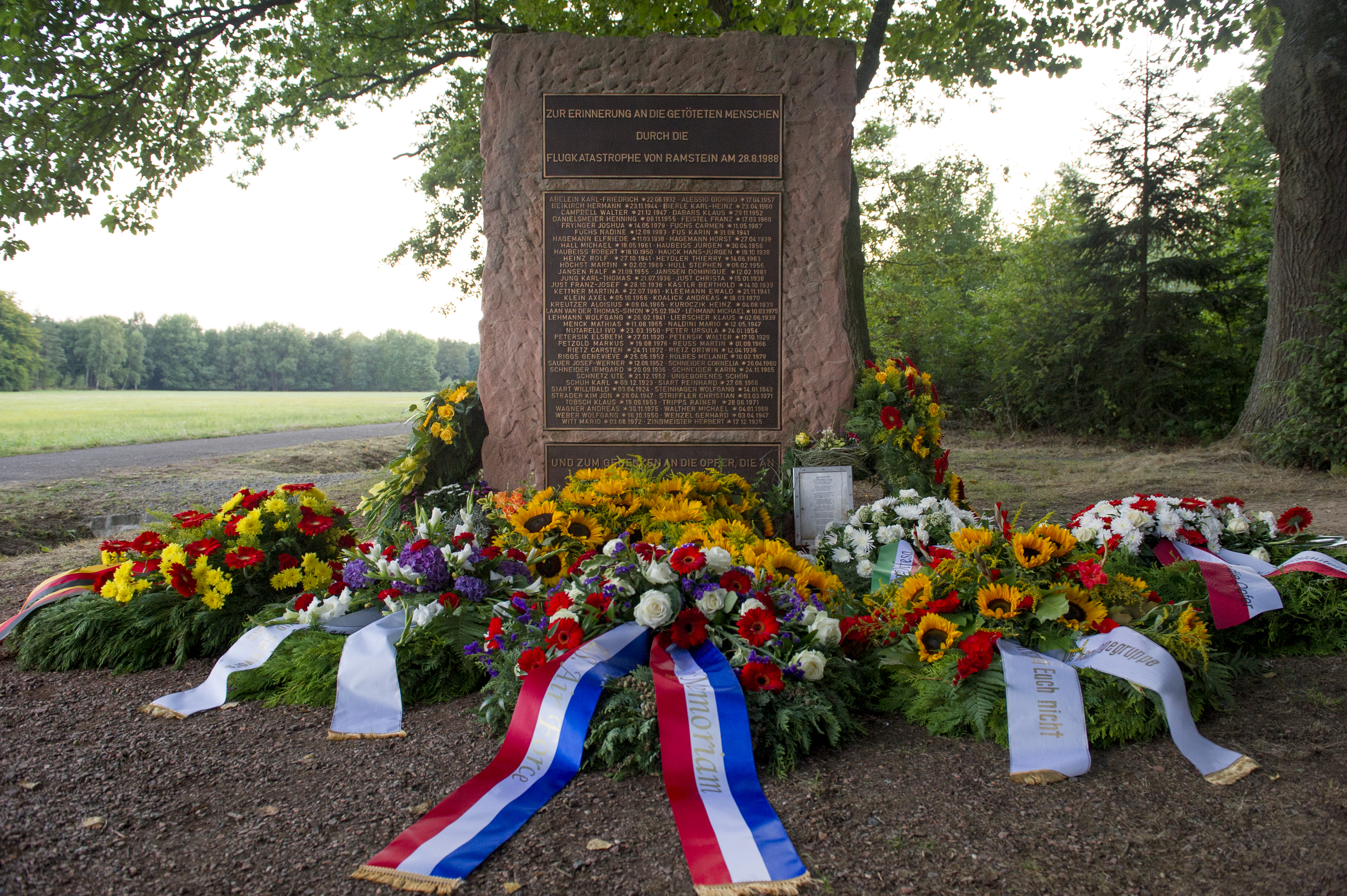
Das Denkmal an die Opfer des Flugtagunglückes von Ramstein

1951 wurde die Ramstein Air Base gebaut, welche mittlerweile der größte US-Stützpunkt in Europa ist.
Im Zuge der ersten rheinland-pfälzischen Verwaltungsreform wurde Ramstein am 7. Juni 1969 mit der Nachbargemeinde Miesenbach zur neuen Ortsgemeinde Ramstein-Miesenbach zusammengelegt.
Im Jahre 1988 geschah bei der Vorführung einer Kunstflugstaffel das Flugtagunglück von Ramstein mit 70 Toten.

## Verkehr und Infrastruktur

### Verkehr

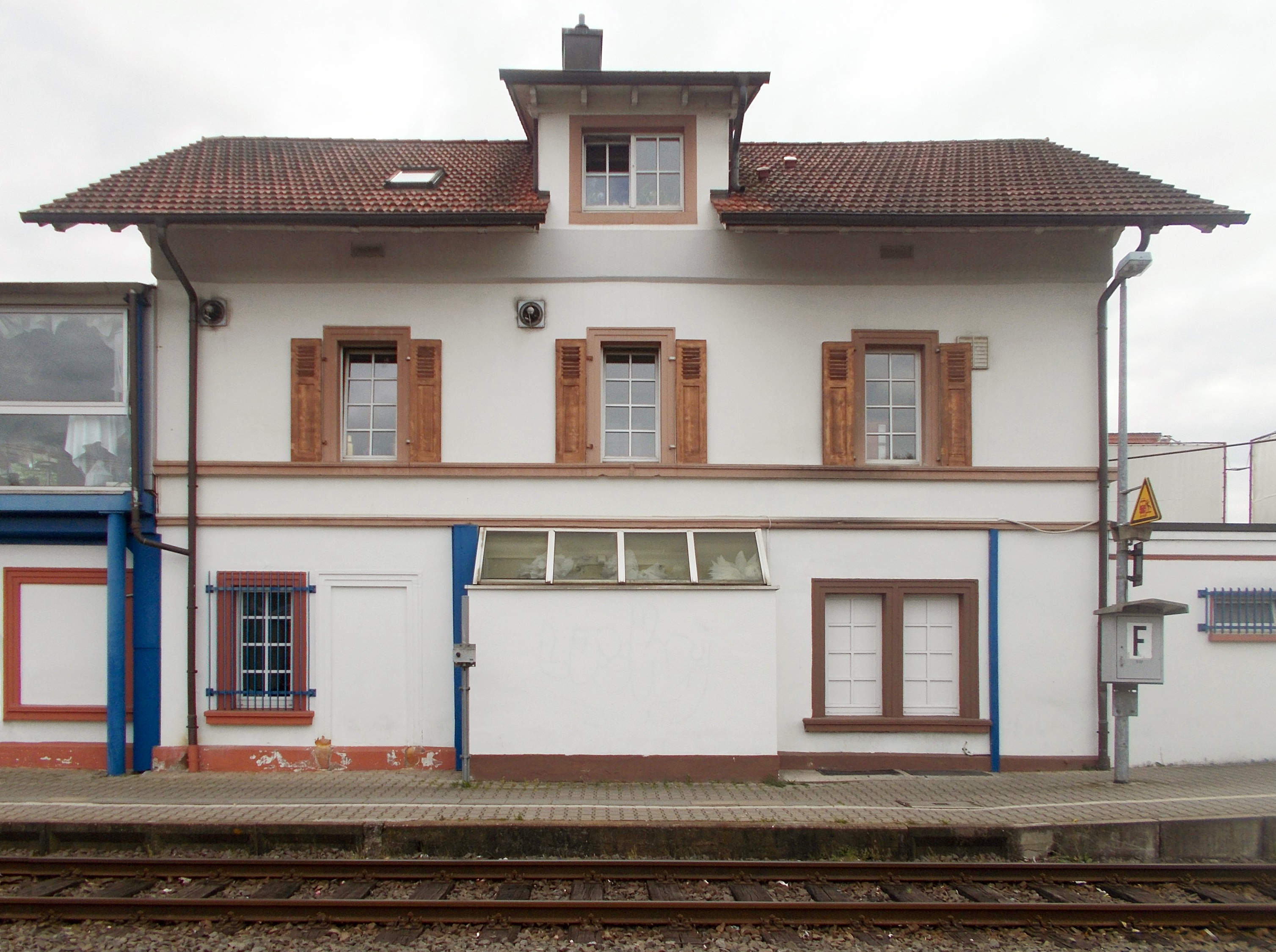
Bahnhof Ramstein

1868 erhielt Ramstein mit Eröffnung der Bahnstrecke Landstuhl–Kusel Anschluss an das Eisenbahnnetz. Der Bahnhof befindet sich in zentraler Lage von Ramstein und erhielt ein kleineres Empfangsgebäude mit einem hölzernen Vorbau. Unmittelbar neben ihm befand sich eine Waschküche, nördlich davon ein Aborthaus, ein Güterschuppen, ein Ladeplatz, eine Laderampe sowie ein Kohlenlager. 1897 wurden seine Kreuzungsgleise aus militärischen Gründen auf eine Länge von insgesamt 500 Metern erweitert. 1911 betrug sie 564 Meter. Hinzu kam ein Nebengleis im östlichen Bahnhofsbereich. 1934 stationierte die Deutsche Reichsbahn je eine Kö I und eine Köf II im Bahnhof. 1988 baute die Bundesbahn den Bahnhof zum Haltepunkt zurück. Erst mit der Einführung des Rheinland-Pfalz-Taktes erhielt er wieder seine Funktion als Bahnhof zur Zugkreuzung. Im Süden der Gemarkung befindet sich außerdem das Autobahnkreuz Landstuhl-West.
Die Airbase in Ramstein benutzte ursprünglich einen Teil der Autobahn Mannheim-Saarbrücken als Notflugpiste. Auf diesem Autobahnstück richtete schon im Zweiten Weltkrieg die deutsche Wehrmacht einen Flugplatz ein. Die östliche und die westliche Zufahrt zu dieser Airbase waren die ehemalige Autobahn. Letztgenannte Zufahrt ist in den Landkarten weiterhin als gesperrte Kfz-Straße eingezeichnet. Die Airbase ist Sitz der „435th Air Base Wing“ und der schweren Lufttransporteinheit „86th Airlift Wing“, die auch Tankflugzeuge bereitstellt. Von hier aus werden die amerikanischen Luftstreitkräfte in Europa befehligt.

### Infrastruktur
Bedeutendstes Objekt vor Ort ist die nach dem Zweiten Weltkrieg errichtete Ramstein Air Base, der der Ort seine überregionale Bekanntheit verdankt. Vor Ort befindet sich ein Sägewerk von Rettenmeier.

### Energie
Seit 2012 ist in Ramstein eine Biogasanlage in Betrieb. Pro Stunde produziert die Anlage 900 Kubikmeter Biogas aus nachwachsenden Rohstoffen und Gülle. Vor Ort werden damit zwei Blockheizkraftwerke betrieben, die innerhalb eines Jahres zusammen gut 4,4 Millionen Kilowattstunden Strom sowie Wärme produzieren. Ein Großteil dieses Biogases wird in reines Biomethan umgewandelt. Pro Stunde speist die Anlage 350 Kubikmeter Biomethan in das örtliche Erdgasnetz ein. Damit werden mehrere Blockheizkraftwerke an anderen Standorten betrieben. Sie erzeugen jährlich rund elf Millionen Kilowattstunden Strom und mehr als 12 Millionen Kilowattstunden Wärme. Der Projektentwickler juwi hatte die Anlage errichtet und nach drei Betriebsjahren an die ABO Kraft & Wärme AG veräußert. Der neue Eigentümer beauftragte den Projektentwickler ABO Wind damit, die Anlage umzurüsten und investierte dabei mehr als eine Million Euro.

### Denkmalschutz
Vor Ort stehen insgesamt zwölf Objekte unter Denkmalschutz, darunter auch das Wahrzeichen der Stadt, die katholische Pfarrkirche St. Nikolaus.

## In Ramstein geboren
- Richard Mund (1885–1968), Maler des Impressionismus
- Eugenie Lautensach-Löffler (1902–1987), Geographin und Heimatkundlerin
- Edgar John (1913–1996), Künstler
- Lothar Bossle (1929–2000), Hochschullehrer für Soziologie in Würzburg
- Michael Weber (* 1959), Informatiker, seit 2015 Präsident der Universität Ulm